# Báll Dávid
Báll Dávid (Budapest, 1982. május 28. –) magyar zongoraművész, habilitált doktor. Magyary Zoltán posztdoktori ösztöndíjas, háromszoros Fischer Annie ösztöndíjas, Köztársasági ösztöndíjas, a Debreceni Egyetem Universitas Alapítványának díjasa, Robicsek Péter és Ari Kupsus-díjas.

## Élete
Nyolcévesen kezdett zongorázni, az Aelia Sabina Zeneiskolában, Karapetián Karin növendékeként. Ütőhangszereken és hegedűn is tanult. 1994-ben a II. győri országos ütőhangszeres szóló- és duó-találkozón első díjat nyert. 12 évesen, 1994-ben felvették a Bartók Béla Zeneművészeti Szakközépiskola és Gimnázium (BBZSZ) előkészítő tagozatára, Benkő Zoltán osztályába. Hetedik évfolyamos korától végig magántanulóként folytatta tanulmányait. 1999-ben a BBZSZ zenekarával, Szabó Tibor vezényletével az intézmény ünnepi hangversenyén Liszt Esz-dúr zongoraversenyét játszotta a Zeneakadémia nagytermében. 2001-től A Liszt Ferenc Zeneművészeti Egyetemen Nádor György és Kemenes András növendéke volt. 2006-tól az Zeneakadémia doktori iskolájának hallgatója lett, ahol 2011-ben doktorált, majd 2022-ben habilitált.[forrás?]
Kocsis Zoltán öt alkalommal kérte fel szólistának: Beethoven V., Esz-dúr zongoraverseny (2008), Liszt II., A-dúr zongoraverseny (2009), Prokofjev III. zongoraverseny (2015). 2015 szeptemberében a Nemzeti Filharmonikusok évadnyitó hangversenyén Schönberg op. 42. zongoraversenyét adták elő a Müpában, majd az év decemberében Kocsis Sztravinszkij Petrushka című művének zongoraszólamára kérte fel Bállt. 2009 óta rendszeresen koncertezik a Budapesti Fesztiválzenekarral és Fischer Ivánnal.
2013-ban elnyerte a Magyary Zoltán posztdoktori ösztöndíjat Ludwig van Beethoven kései zongoraszonátáinak (Op. 101., 106., 109., 110., 111.) előadása és a megszerzett tapasztalatok beépítése a pedagógiai gyakorlatba címmel, melynek teljesítését kiváló minősítéssel fogadtak el. Oktatói tevékenységet a Debreceni Egyetemen (2014 decemberéig[forrás?]) és a Nyíregyházi Főiskolán (2015. januárig[forrás?]) is folytatott, 2013-tól a Liszt Ferenc Zeneművészeti Egyetem tanára.

## Oktatói tevékenysége
- 2006–2010: Váci Bartók Béla AMI, zongoratanár
- 2009–2014 : Debreceni Egyetem, tanársegéd
- 2012–2015 : Nyíregyházi Főiskola, főiskolai adjunktus
- 2013–jelenleg: LFZE, egyetemi docens
- 2021–jelenleg: Eszterházy Károly Katolikus Egyetem, egyetemi adjunktus

## Publikációk
- A nemes feladat: Emlékezés Földes Andorra születésének századik évfordulóján (Parlando, 2013/6)[5]
- Adalék Földes Andor életművének tanulmányozásához (Parlando, 2014/1)[6]
- A zongorapedagógia lehetőségei - a Bartók-Reschofsky-féle zongoraiskola (Parlando, 2014/4)[7]
- Interpretációs kérdések - Az előadó-művészet és a zenei nevelés szemszögéből (Kultúra és Közösség, 2014/2)[8]
- Ludwig van Beethoven kései zongoraszonátáinak előadása és a megszerzett tapasztalatok beépítése a pedagógiai gyakorlatba (Nemzeti Kiválóság Hírlevél, 2014/3)[9]
- Búcsú Benkő Zoltántól (Parlando, 2015/3)[10]
- A zenetanulás és a zenetanárok jelentősége (Kultúra és Közösség, 2016/3)[11]
- Liszt mint tanár. Tanítási stílusának alkalmazási lehetőségei napjainkban. (Kultúra és Közösség, 2018/3) http://epa.oszk.hu/02900/02936/00038/pdf/EPA02936_kultura_es_kozosseg_2018_03_037-046.pdf
- https://obudaianziksz.hu/dr-ball-david-a-magyar-zene-vilaghiru-nagykovete/

## Versenyeredményei
- 1995. Nemzetközi Ifjúsági Zongoraverseny, Szlovákia - 5. díj;
- 1997. Nemzetközi Ifjúsági Zongoraverseny, Szlovákia - 2. díj;
- 1998. Országos Zongoraverseny, Magyarország - Nagydíj, különdíj;
- 2000. Weiner Leó Kamarazenei Verseny, Magyarország - Különdíj;
- 2002. Nemzetközi Nyári Akadémia, Ausztria - Bartók-díj;
- 2002. Földes Andor Zongoraverseny, Magyarország - 2. díj;
- 2003. XXII. Nemzetközi Zongoraverseny, Spanyolország - 3. díj;
- 2003. Magyar Rádió Országos Zongoraversenye - 3. díj;
- 2004. I. Nemzetközi Bartók Béla Zongoraverseny, Szeged - 1. díj, Különdíj;
- 2005. I. Nemzetközi Liszt Ferenc Zongoraverseny, Pécs - 3. díj;
- 2006. Földes Andor Zongoraverseny, Magyarország - 3. díj;
- 2009. Nemzetközi Zongoraverseny, Olaszország - Diploma di Merito;
- 2009. Nemzetközi Zongoraverseny, Norvégia - 3. díj;
- 2010. Nemzetközi Zongoraverseny, Japán - Közönségdíj;
- 2011. Végh Sándor Zenei Verseny, Budapest - I. díj;
- 2018. Grand Prize Virtuoso, Ausztria – I. díj

## Jelentősebb hangversenyei
- 2003. Meghívás a Kiotói Nemzetközi Fesztiválra, Japán,
- 2004. Meghívás és koncertturné a Santanderi Fesztivál keretében, Spanyolország,
- 2004. Mesteriskola Alicia De Larocchával, és hangverseny Klaus Thunemannal, Spanyolország,
- 2005. Salle Cortot, Párizs,
- 2008. Nemzeti Filharmonikus Zenekar, vez. Kocsis Zoltán, Martonvásár,
- 2009. Nemzeti Filharmonikus Zenekar, vez. Kocsis Zoltán, koncertkörút,
- 2011. 02. Művészetek Palotája, Pannon Filharmonikus Zenekar, vez. Peskó Zoltán,
- 2011. 11. 06. Liszt-est, Kioi Hall, Tokió,
- 2013. 02. Franck Szimfonikus változatok, Budapesti Fesztiválzenekar, vez. Takács-Nagy Gábor,
- 2013. 02. Bartók-maraton, MüPa,
- 2014. 02. Bartók 2 zongoraverseny, Miskolci Szimfonikus Zenekar, vez a párizsi Conservatoire növendékei, Miskolc
- 2015. 05. Prokofjev 3. zongoraverseny, Nemzeti Filharmonikus Zenekar, vez. Kocsis Zoltán, Székesfehérvár
- 2015. 09. Schönberg Zongoraverseny op. 42., Nemzeti Filharmonikusok, vez. Kocsis Zoltán, Müpa, Budapest
- 2017. 09. Szkrjabin: Prometheus, MR Szimfonikusok, vez. Kovács János, Müpa, Budapest
- 2020. 09. Macmillan: Cumnock Fair, BFZ, vez. Fischer Iván, Müpa, Budapest
- 2021. 02. Liszt-marathon, Müpa, Budapest (h-moll szonáta)
- 2009–2022. Amerikai, európai és ázsiai koncertturnék a Budapesti Fesztiválzenekarral, vez. Fischer Iván (pl. Carnegie Hall, Lincoln Center, New York; Kennedy Center, Washington; Teatro Colón, Buenos Aires; Salle Pleyel, Párizs; Musikvereinsaal, Bécs; Festspielhaus, Salzburg; Royal Festival Hall, London; Argentína, Belgium, Dánia, Finnország, Hollandia, Horvátország, Kína, Liechtenstein, Luxemburg, Magyarország, Németország, Norvégia, Olaszország, Omán, Svájc)